# 麻郎措镇
麻郎措镇，是中华人民共和国四川省甘孜藏族自治州雅江县下辖的一个乡镇级行政单位。
2020年6月17日，四川省人民政府批复同意撤销麻郎错乡、恶古乡，设立麻郎措镇，以原麻郎错乡和原恶古乡牙根村、唐岗村所属行政区域为麻郎措镇的行政区域，麻郎措镇人民政府驻麻日河村1组83号。

## 行政区划
麻郎措镇下辖以下地区：
麻朗错村、唐俄村、巴德村、唐足村、牙巴村和麻日河村。